# Calineuria crassicauda
Calineuria crassicauda är en bäcksländeart som beskrevs av Tohru Uchida 1983. Calineuria crassicauda ingår i släktet Calineuria och familjen jättebäcksländor. Inga underarter finns listade i Catalogue of Life.